# Olive Griffith Stull
Olive Griffith Stull (Rochester (New York), 10 februari 1905 - 15 juni 1969) was een Amerikaans herpetoloog, vooral bekend om haar werk met slangen. Stull trouwde met Loy Davis in 1930, een jaar nadat ze afstudeerde aan de Universiteit van Michigan. 

## Carrière en wetenschappelijke bijdrage
Stull werkte op het gebied van de diergeneeskunde en droeg bij aan onderzoek op verschillende gebieden. Haar benoemingen omvatten onder meer beurzen bij het Harvard Museum of Comparative Zoology en bij haar alma mater, waar ze een leerling was van Alexander Grant Ruthven. Ze publiceerde een belangrijke herziening van het geslacht Pituophis, maar deed ook onderzoek op andere gebieden, met name naar de taxonomie, fysiologie en verspreiding van slangen. Ze werd later werkzaam als agent van de USDA om de ziekten van pluimvee te onderzoeken. Stull ontdekte en beschreef een aantal nieuwe soorten en ondersoorten slangen, waaronder de volgende:
- Antaresia perthensis (Stull, 1932)
- Candoia aspera schmidti (Stull, 1932)
- Candoia paulsoni (Stull, 1956)
- Chilabothrus granti (Stull, 1933)
- Eryx colubrinus loveridgei (Stull, 1932)
- Liasis mackloti dunni (Stull, 1932)
- Pituophis ruthveni (Stull, 1929)
- Python brongersmai (Stull, 1938)
- Simalia kinghorni (Stull, 1933)
- Tropidophis jamaicensis (Stull, 1928)
- Tropidophis wrighti (Stull, 1928)

Ter ere van haar werk is er ook een slangensoort naar haar vernoemd: Tropidophis stullae (Grant, 1940).
- Biblioteca Nacional de España: XX1447701
- International Standard Name Identifier: 0000 0000 4708 0272
- Library of Congress Control Number: no2008017483
- Nederlandse Thesaurus van Auteursnamen: 157856747
- Virtual International Authority File: 59466437
- WorldCat: E39PBJrchqH4DfyjrWpH6YtHYP